# Albrecht Schmelt
Albrecht Schmelt (ur. 19 sierpnia 1899 we Wrocławiu; zm. w maju 1945) – niemiecki polityk, poseł do Reichstagu z ramienia NSDAP, SS-Brigadeführer SS, zbrodniarz hitlerowski.
Członek NSDAP od 1930 r. W 1938 r. będąc w stopniu Sturmbannführera wybrany na posła Reichstagu IV kadencji (1939-1945) z okręgu wrocławskiego. Od 1934 do 1942 r. funkcjonariusz wrocławskiej policji, jednocześnie od końca 1940 do 1943 przedstawiciel Reichsführera do spraw zatrudnienia cudzoziemskich robotników na Górnym Śląsku oraz organizator i kierownik obozów pracy przymusowej na Górnym Śląsku, zgrupowanych w tzw. Organisation Schmelt. W okresie 1941–1944 prezydent rejencji opolskiej. W 1944 r. sądzony przez sąd SS za malwersacje finansowe dokonane przez niego w czasie kierowania Organizacją Schmelt.
Miejsce i dzienna data śmierci nie są pewne. Podaje się Szklarską Porębę (19 maja 1945), także Warmbronn i Berlin.